# Choreutis gratiosa
Choreutis gratiosa là một loài bướm đêm thuộc họ Choreutidae. Loài này có ở Seychelles và Nam Phi.